# عيون القلب
عيون القلب Heart Eyes هو فيلم كوميدي رومانسي أمريكي صدر عام 2025 من إخراج جوش روبن وكتابة فيليب مورفي وكريستوفر لاندون (الذي يسهم في الإنتاج أيضًا) ومايكل كينيدي .  الفيلم من بطولة أوليفيا هولت ، ماسون جودينج ، جيجي زومبادو ، ميكايلا واتكينز ، ديفون ساوا ، وجوردانا بروستر .
تم عرض فيلم Heart Eyes في دور العرض السينمائي في 7 فبراير 2025، بواسطة شركة Sony Pictures Releasing في أمريكا الشمالية ومن قبل شركة Republic Pictures من خلال شركة Paramount Pictures دوليًا. حصل الفيلم على مراجعات إيجابية بشكل عام من النقاد وحقق إيرادات بلغت 16 مليون دولار. مليون في جميع أنحاء العالم.

## حبكة
على مدى سنوات مضت، انتقل قاتل متسلسل معروف باسم "Heart Eyes" في مدن مختلفة في الولايات المتحدة ، وقام بقتل العديد من الأزواج في يوم عيد الحب . في العام الحالي، ينتقل هارت آيز إلى سياتل ويقتل زوجين؛ أحدهما في مصنع نبيذ والآخر في منتجع صحي.
في مكان آخر، تُواجَه آلي، مصممة العروض الترويجية لشركة مجوهرات والتي انفصلت مؤخرًا عن حبيبها، بالسخرية بسبب إعلان كتبته عن الأزواج التعساء، حيث اعتُبر مسيئًا بسبب سلسلة جرائم القتل الأخيرة. تأمرها مديرتها، كريستال، بالعمل مع المصمم الشهير جاي سيمونز، الذي التقت به آلي سابقًا في مقهى. يقترح جاي أن يتناولا العشاء معًا تلك الليلة للحصول على الإلهام، وتساعدها صديقتها المقرّبة مونيكا في اختيار زي مناسب.
تلتقي آلي وجاي في المطعم، لكن المحادثة تحتدّ بينهما عندما يبدأ كل منهما في التساؤل عن وضع الآخر وخلفياته. يغادر جاي غاضبًا، فتتبعه آلي وتقبّله عندما تلاحظ حبيبها السابق يقترب مع صديقته الجديدة. ومن بعيد، يراقبهما "عيون القلب" (Heart Eyes).
يتمكن آلي وجاي من تسوية خلافاتهما ويستقلان سيارة أجرة إلى شقة آلي، حيث يساعدها جاي على الدخول بعد أن تنسى مفتاحها، مما يؤدي إلى إصابته بجرح في يده. أثناء اعتنائها بجرحه في الطابق العلوي، يظهر "عيون القلب" فجأة ويهاجمهما. يقتل سائق التاكسي ثم يطارد آلي وجاي، حيث يتمكن من طرح جاي أرضًا وإفقاده الوعي. تهرب آلي وتنتهي بها المطاف على دُوّامة خيول قبل أن تصل الشرطة.
تلقي المحققة جانيت شو وشريكها هوبز القبض على جاي بتهمة جرائم القتل، مستندين إلى دليل يتمثل في خاتم زفاف منقوش عليه الأحرف الأولى "J.S." تم العثور عليه في مصنع النبيذ حيث قتل "عين القلب" أول زوجين، لكن جاي يؤكد براءته.
في مركز الشرطة، يشير شو وهوبز إلى أن الأحرف الأولى لاسم جاي تتطابق مع تلك الموجودة على الخاتم، كما تلفت شو الانتباه إلى أن جاي كان في نفس المدن التي وقعت فيها هجمات القاتل السابقة.
في هذه الأثناء، تجلس آلي في الردهة مع موظف الاستقبال، حيث تلتقي ديفيد، الذي كان يعمل على أجهزة الكمبيوتر. يعرض ديفيد على آلي الخروج معه بشكل مفاجئ، لكنها ترفض بسبب التوتر الذي تعيشه، فيغادر.
بعد ذلك، يقتحم عيون القلب (Heart Eyes) مركز الشرطة عن طريق تعطيل الطاقة، ويقتل موظف الاستقبال قبل أن يتجه لمهاجمة آلي. تواجهه شو، لكنه يختفي، بينما يُقتل هوبز.
تتمكن آلي من إنقاذ جاي، ويهربان معًا إلى سينما السيارات، حيث يقوم عيون القلب بذبح عدة أشخاص من الحضور. عندها، يقرران مواجهة القاتل مباشرة. خلال المواجهة، يتمكن جاي من طعن عيون القلب، وعندما يزيلان قناعه، يكتشفان أنه رجل مجهول.
يتم إسعاف آلي وجاي في سيارة إسعاف، بينما تصل شو مصابةً في ذراعها. تعرض على جاي إيصاله إلى منزله، فيوافق.
في المنزل، تدرك آلي أنها تحب جاي، فتتوجه إلى المطار للبحث عنه، لكنها لا تتمكن من العثور عليه. فجأة، تتلقى مكالمة من عيون القلب، الذي يخبرها بأنه يحتجز جاي في كنيسة.
عندما تصل آلي، يقوم عيون القلب بخلع قناعه، ليكشف عن ديفيد. يوضح لها أن الشخص الذي هاجمهما سابقًا، إيلي، لم يكن القاتل الحقيقي، بل مجرد مقلد معجب بأسلوبه. بعد ذلك، تظهر شو، لتكشف عن نفسها كمقلدة أخرى لـعيون القلب، وزوجة ديفيد.
يتضح أن شو وديفيد هما القاتلان الحقيقيان، حيث قاما بارتكاب كل جرائم القتل بالتناوب، متبادلين زي عيون القلب. كانت شو هي من هاجمتهم في الشقة، بينما قتل ديفيد سائق التاكسي والزوجين في مصنع النبيذ، حيث فقد خاتم زواجه هناك. دافعهم وراء القتل لم يكن سوى رغبتهم في الاستمتاع بقتل الآخرين معًا كنوع من الهوس المرضي.
يضع ديفيد وشو أمام آلي خيارًا مرعبًا: إما أن تقتل نفسها أو تقتل جاي. ولكن بدلاً من ذلك، تطلق آلي النار على شو، إلا أن الرصاصة تصيب جاي أيضًا في العملية.
يندلع قتال عنيف بين الطرفين، حيث يتمكن جاي من طعن ديفيد في عينه بسهمه الخاص، ما يؤدي إلى سقوط ديفيد على مجموعة من الشموع، حيث تحرقه الشمع الساخن. في الوقت نفسه، تقوم آلي بدفع شو بقوة لتسقط على تمثال القديس فالنتين، حيث تخترق رقبتها بقصبة معدنية، مما يؤدي إلى قطع رأسها ببطء.
بينما تحتضر شو، يطلق جاي سهمًا آخر على ديفيد، ليقضي عليه نهائيًا، واضعًا حدًا لسلسلة جرائم القتل التي ارتكباها.
بعد عام واحد، تعود آلي إلى كلية الطب، ويذهبان معًا إلى سينما السيارات. أثناء العرض، يسأل جاي آلي عمّا إذا كانت ترغب في الانتقال للعيش معه، لكنها تفاجئه بعرض الزواج عليه بدلاً من ذلك، فيوافق بسعادة.
في مشهد ما بعد الائتمانات، تتلقى آلي مكالمة هاتفية غامضة ومريبة. يتضح لاحقًا أن المتصلة ليست سوى مونيكا، التي كانت تتظاهر بأنها "عيون القلب"، بعد أن التقطت صورة لعرض الزواج.

## فريق العمل
- أوليفيا هولت في دور آلي ماكابي
- ماسون جودينج في دور جاي سيمونز
- جيجي زومبادو بدور مونيكا، صديقة آلي
- ميكايلا واتكينز بدور كريستال كين، رئيسة آلي وجاي ومونيكا
- ديفون ساوا في دور المحقق زيك هوبز
- جوردانا بروستر بدور ديت. جانيت شو
- ليثام جاينز في دور نيكو
- كريس باركر في دور تومي
- يوسون آن في دور ديفيد شو
- جوش روبن في دور راعي سينما السيارات

## إنتاج
الفيلم من إخراج جوش روبن ومن إنتاج Spyglass Media Group . تم كتابة السيناريو بواسطة فيليب مورفي ومايكل كينيدي وكريستوفر لاندون . 
تم التصوير في نيوزيلندا في يونيو 2024.  في أكتوبر، أُعلن أن جاي وادلي سيتولى تأليف موسيقى الفيلم. 

## الإصدار
في يونيو 2024، حصلت شركة Republic Pictures على حقوق توزيع الفيلم في جميع أنحاء العالم خارج الولايات المتحدة وكندا.  في سبتمبر 2024، استحوذت شركة Sony Pictures على حقوق التوزيع في أمريكا الشمالية وأصدرته في 7 فبراير 2025.  

## الآراء

### شباك التذاكر
في الولايات المتحدة وكندا، تم إصدار Heart Eyes إلى جانب Love Hurts، وكان من المتوقع أن يحقق 7-8 ملايين دولار من عرضه في 3,102 دار سينما خلال عطلة نهاية الأسبوع الافتتاحية.
في يومه الأول، جمع الفيلم 3.7 مليون دولار، بما في ذلك 1.1 مليون دولار تقريبًا من عروض ليلة الخميس المسبقة. واصل الفيلم تحقيق 8.3 مليون دولار في عطلة نهاية الأسبوع الافتتاحية، ليحتل المركز الثاني بعد فيلم Dog Man الذي استمر في تصدر شباك التذاكر.
أداء الفيلم كان أضعف من المتوقع بين الأزواج، حيث شكّل 40% فقط من الحضور في عطلة نهاية الأسبوع أشخاصًا جاءوا مع أزواجهم أو شركائهم، وهي نسبة مشابهة لافتتاحية فيلم Companion في الأسبوع السابق.
في عطلة نهاية الأسبوع التالية، حقق الفيلم 9.9 مليون دولار، بزيادة 19%، وهو أمر غير مألوف لأفلام الرعب التي عادةً ما تشهد انخفاضًا حادًا في إيراداتها خلال الأسبوع الثاني.

### آراء النقاد
على موقع التقييمات Rotten Tomatoes، حصل الفيلم على نسبة 80% من التقييمات الإيجابية من بين 130 مراجعة نقدية، مع متوسط تقييم يبلغ 6.3/10. وجاء الإجماع النقدي للموقع كالتالي:
"مزيج من أفلام السلاشر الدموية والكوميديا الرومانسية اللطيفة، ينجح فيلم Heart Eyes بذكاء في تحقيق المعادلتين، مقدماً Valentine دامياً سيجعل القلوب تخفق."
أما موقع Metacritic، الذي يعتمد على متوسط مرجح، فقد منح الفيلم درجة 61 من 100 بناءً على 27 مراجعة نقدية، مما يشير إلى "مراجعات إيجابية بشكل عام".
من ناحية الجمهور، حصل الفيلم على تقدير متوسط "B–" وفقًا لاستطلاعات CinemaScore، بينما منحه المشاهدون الذين استطلعت آراؤهم PostTrak نسبة رضا إجمالية بلغت 68%.

## روابط خارجية
- عيون القلب  على قاعدة بيانات الأفلام على الإنترنت (بالإنجليزية).